# Olivia Spiker
Olivia Spiker (* 24. November 1981 in Schwelm als Olivia Luczak) ist eine polnisch-deutsche Amateurboxerin und Verkehrswissenschaftlerin. Sie lebt in Wuppertal und studierte Sicherheitsingenieurwesen an der Bergischen Universität.

## Sportliche Karriere
Olivia Spiker ist dreifache Westdeutsche Meisterin, Drittplatzierte bei den Deutschen Meisterschaften 2004 und 2005 sowie Deutsche Meisterin des Jahres 2006 und 2008 im Halbmittelgewicht, Deutsche Meisterin des Jahres 2007 im Weltergewicht, 2009, 2010 und 2011 im Halbweltergewicht. Bei den Polnischen Meisterschaften 2006 errang sie den Vizetitel, wurde 2007 Schlesische Meisterin, 2008, 2010 und 2011 Polnische Meisterin. Sie ist Trägerin der Ehrennadel des NABV und im Jahr 2007 mit der Sportehrenplakette der Stadt Wuppertal ausgezeichnet worden. Olivia Spiker hat mit der polnischen Frauennationalmannschaft an den Europameisterschaften 2007 im dänischen Vejle teilgenommen, wo sie Vize-Europameisterin wurde. Bei den deutschen Hochschulmeisterschaften 2009 in Köln gewann sie den Titel im Weltergewicht, 2011 wurde sie Vizemeisterin bei den EU-Meisterschaften der Frauen in Kattowitz.

## Sonstiges
Olivia Spiker ist Dipl.-Ing. der Sicherheitstechnik. Seit dem 2009 arbeitet sie als wissenschaftliche Mitarbeiterin an der Bergischen Universität Wuppertal. Im April 2019 promovierte sie zum Thema Resilienzanalyse des Systems Stadtverkehr während einer langfristigen Sperrung einer innerstädtischen Hauptverkehrsachse am Beispiel der B7-Sperrung in Wuppertal zum Dr.-Ing.